# Liste der Bodendenkmäler in Senden (Westfalen)
Die Liste der Bodendenkmäler in Senden enthält die denkmalgeschützten unterirdischen baulichen Anlagen, Reste oberirdischer baulicher Anlagen, Zeugnisse tierischen und pflanzlichen Lebens und paläontologischen Reste auf dem Gebiet der Gemeinde Senden im Kreis Coesfeld in Nordrhein-Westfalen (Stand: September 2020). Diese Bodendenkmäler sind in Teil B der Denkmalliste der Gemeinde Senden eingetragen; Grundlage für die Aufnahme ist das Denkmalschutzgesetz Nordrhein-Westfalen (DSchG NRW).
| Bild | Bezeichnung                   | Lage                                 | Beschreibung | Bauzeit | Eingetragen seit | Denkmal- nummer   |
| ---- | ----------------------------- | ------------------------------------ | ------------ | ------- | ---------------- | ----------------- |
| BW   | Gräfteanlage „Beckers Kotten“ | Senden Holtrup Selkingsheide Karte   |              |         | 03.12.1985       | 09-01             |
|      | Landwehrteilstücke            | Bösensell / Senden Kley / Bredenbeck |              |         |                  | 09-02-1a–09-02-1k |
|      | Wallanlage „Olle Diek“        | Senden Dorfbauerschaft               |              |         | 14.03.1995       | 09-03             |